# 平利柳
平利柳（学名：Salix pingliensis）为杨柳科柳属的植物，为中国的特有植物。分布于中国大陆的陕西等地，生长于海拔550米的地区，常生长在路边，目前尚未由人工引种栽培。